# Instytut Metaloznawstwa i Aparatury Naukowo-Laboratoryjnej
Instytut Metaloznawstwa i Aparatury Naukowo-Laboratoryjnej – jednostka organizacyjna Ministerstwa Przemysłu Ciężkiego, powołana w celu prowadzenie prac naukowo-badawczych w dziedzinie metaloznawstwa oraz konstrukcji oraz produkcji aparatury naukowo-laboratoryjnej, zapewniającej postęp techniczny w przemyśle.

## Powołanie Instytutu
Na podstawie zarządzenia Ministra Przemysłu Ciężkiego z 1951 r. w sprawie utworzenia Instytutu Metaloznawstwa i Aparatury Naukowo-Laboratoryjnej ustanowiono Instytut. Powołanie Instytutu pozostawało w ścisłym związku z ustawą z 1951 r. o tworzeniu instytutów naukowo-badawczych dla potrzeb gospodarki narodowej.
Instytut powołany został w miejsce zniesionego Instytutu Metaloznawstwa i Obróbki, działającego przedtem w ramach Głównego Instytutu Mechaniki i który został przekształcony w instytut naukowo-badawczy pod nową nazwą.
Zwierzchni nadzór nad instytutem sprawował Minister Przemysłu Ciężkiego. Siedzibą instytutu było m. st. Warszawa.

## Podstawowe zadania Instytutu
Podstawowym zadaniem instytutu było prowadzenie prac naukowo-badawczych w dziedzinie:
- badań w zakresie metaloznawstwa.
- konstrukcji i produkcji aparatury naukowo-laboratoryjnej,
- rozwijania postępu technicznego w przemyśle,
- współpracy naukowej z zagranicą w zakresie realizacji prac naukowo-badawczych i wdrożeniowych,
- upowszechniania wyników prowadzonych badań naukowych i prac rozwojowych;
- prowadzenia działalności w zakresie szkolenia i informacji naukowo- technicznej.

## Kierowanie Instytutem
Na czele Instytutu stał dyrektor, który kierował samodzielnie działalnością Instytutu i był za nią odpowiedzialny. Dyrektora i jego zastępców powoływał i odwoływał Minister Przemysłu Ciężkiego.

## Rada Naukowa
W instytucie powołano Radę Naukową, której zadaniem było:
- opiniowanie projektu budżetu,
- opiniowanie działalności i planu prac Instytutu,
- inicjowanie prac naukowo-badawczych,
- innych czynności określonych w statucie.

## Przydzielone środki
Ogół dochodów i wydatków instytutu objęty był budżetem Państwa w części dotyczącej Ministerstwa Przemysłu Ciężkiego.
Instytutowi przydzielono do wykonywania planowych zadań środki, które wydzielone zostały z Głównego Instytutu Mechaniki oraz z Zakładu Metalizacji Natryskowej, poprzednio Fabryka Opakowań Blaszanych „PEM” w Warszawie, wchodzącej w skład Warszawskiej Fabryki Motocykli, podległej Centralnemu Zarządowi Przemysłu Motoryzacyjnego.